# Anguis cephallonica
Anguis cephallonica (лат.) — вид ящериц из семейства веретеницевых (Anguidae). Эндемик юга Греции.
Безногая ящерица со змеевидным телом; гладкие чешуи с закругленными краями расположены продольными и поперечными рядами; хвост очень ломкий; зубы остроконечные, конические, загнуты назад. Голова сверху покрыта крупными, симметрично расположенными щитками. Общая длина тела может достигать до 50 см, длина тела без хвоста 22 см. Бока темно-коричневые или черные, верх тела бледно-коричневый. На шее часто имеются четко выраженные дорсолатеральные линии с волнистыми краями. У молодых особей очень контрастная окраска с черными боками и золотистым верхом тела. Посередине спины проходит одна узкая линия, часто прерывистая и исчезающая к хвосту. Количество рядов чешуек посередине тела 34—36. Веретеница Anguis cephallonica внешне очень похожа на близкий вид Anguis graeca, который также встречается на севере Пелопоннеса (где он обитает в основном на возвышенностях), и на безногого сцинка Ophiomorus punctatissimus, который меньше, не имеет четко выраженной дорсолатеральной линии и имеет много рядов или линий мелких точек, идущих вдоль его тела.
Эндемик южной Греции, где распространен на полуострове Пелопоннес и трех близлежащих Ионических островах: Лефкас, Кефалония и Закинф. Обитает на влажных участках лугов, кустарников, редколесий (как лиственных, так и хвойных), на лесистых берегах ручьев, а также среди живых изгородей, в сельских садах и на традиционно обрабатываемых сельскохозяйственных землях. Встречается от уровня моря до высоты 1200 м. Не очень распространенный вид. После сильных пожаров на Пелопоннесе в 2007 году исследования его популяции не проводились, поэтому остается неизвестным, насколько они повлияли на его численность. Предполагается, что это достаточно хорошо адаптирующийся вид, однако при встрече люди часто убивают эту ящерицу, принимая её за змею. Специальных мер по охране этого вида не предпринимается, его ареал включает несколько охраняемых природных территорий, где он также может встречаться. Международным союзом охраны природы этой ящерице присвоен охранный статус вида, близкого к уязвимому положению.
Яйцеживородящий вид.
Видовое научное название cephallonica дано австрийским зоологом Францем Вернером по типовому местонахождению на острове Кефалония. До недавнего времени считался подвидом ломкой веретеницы (Anguis fragilis), единого вида, объединявшего все формы рода Anguis. Однако по результатам молекулярно-генетических исследований был выделен в самостоятельный вид. От других видов веретениц рода Anguis хорошо отличается более стройным телом и характерным волнистым рисунком шоколадного цвета по бокам тела, а также большим количеством рядов чешуек вокруг середины тела. Кроме того, у веретиницы Anguis cephallonica более длинный хвост и немного более вытянутая морда.